# 蒂梅尔-加泰勒
蒂梅尔-加泰勒（法語：Thimert-Gâtelles，法語發音：[timɛʁ ɡatɛl]）是法国厄尔-卢瓦省的一个市镇，位于该省中部偏西北，属于德勒区。该市镇于1972年由原市镇蒂梅尔（Thimert）和加泰勒（Gâtelles）合并而成。

## 地理
蒂梅尔-加泰勒（48°34'10"N, 1°15'5"E）面积42.67 平方千米，位于法国中央-卢瓦尔河谷大区厄尔-卢瓦省，该省份为法国北部内陆省份，北起顺时针与厄尔省、伊夫林省、埃松省、卢瓦雷省、卢瓦-谢尔省、萨尔特省和奧恩省接壤。
与蒂梅尔-加泰勒接壤的市镇（或旧市镇、城区）包括：阿尔代勒、蒂姆赖新堡、法维耶尔、米坦维利耶-韦里尼、圣阿尔努德布瓦、圣迈姆-欧特里沃、圣索沃尔-马尔维尔、特朗布莱莱维拉日。

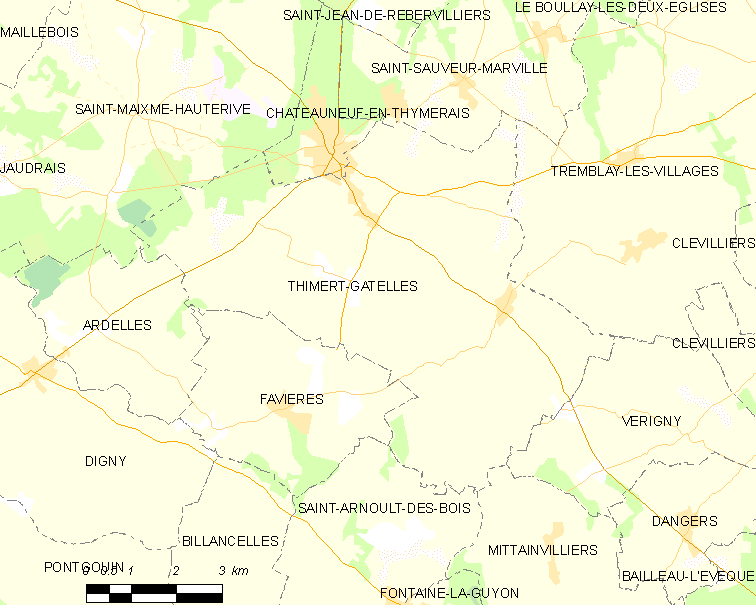
蒂梅尔-加泰勒的OSM定位图

蒂梅尔-加泰勒的时区为UTC+01:00、UTC+02:00（夏令时）。

## 行政
蒂梅尔-加泰勒的邮政编码为28170，INSEE市镇编码为28386。

## 政治
蒂梅尔-加泰勒所属的省级选区为圣吕班德容什雷县。

## 人口

1962-2008年间蒂梅尔-加泰勒人口变化图示

蒂梅尔-加泰勒于2022年1月1日时的人口数量为1240人。